# Swantje Basan
Swantje Basan (* 3. August 1986 in Greifswald) ist eine deutsche Volleyball- und Beachvolleyballspielerin.

## Karriere Hallen-Volleyball
Basan erlernte das Volleyballspielen auf Rügen beim VfL Bergen. Später spielte sie in der Regionalliga beim DVV Stützpunkt Schwerin und in der Juniorinnen-Nationalmannschaft. 2004 wechselte die universell einsetzbare Zuspielerin zum Zweitligisten 1. VC Parchim. 2004 ging Basan zum Bundesligisten WiWa Hamburg und ein Jahr später zum Zweitligisten 1. VC Norderstedt. Seit 2008 spielte sie für zwei Jahre erneut in der ersten Bundesliga bei VT Aurubis Hamburg und anschließend zwei Jahre mit Aurubis II in der zweiten Bundesliga. Seit 2012 spielt Basan wieder in ihrer vorpommerschen Heimat beim Zweitligisten Stralsunder Wildcats. In der Saison 2022/23 gewann sie mit den Wildcats die Meisterschaft der 2. Bundesliga Nord.

## Karriere Beachvolleyball
Basan war auch auf nationalen Beachvolleyball-Turnieren aktiv. Ihre Partnerinnen waren u. a. Linda Dörendahl, Kathleen Weiß, Veronik Sarah Skorupka  und Anne Krohn. Wertvollstes Ergebnis war die Finalteilnahme 2004 mit Dörendahl beim Renault Beach Cup in Binz.

## Privates
2018 wurde Basan Mutter.